# Tervuren

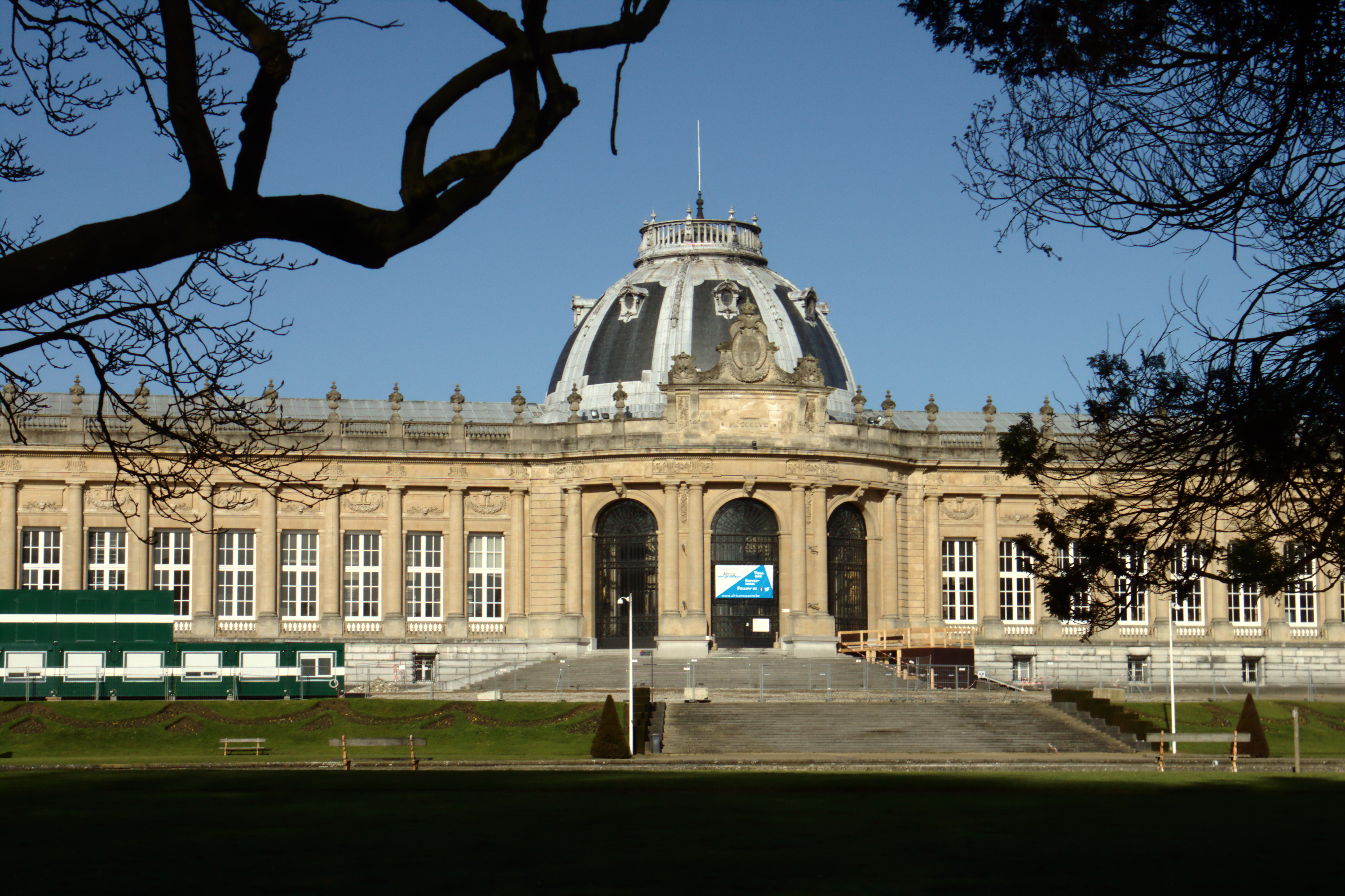
Zámek v obci Tervuren, dnes muzeum

Tervuren je obec ve vlámském regionu v provincii Vlámské Brabantsko, na hranici s hlavním městem Belgie, Bruselem. Spolu s metropolí je spojena také tramvajovou tratí a velkolepou třídou.
Obec měla v roce 2010 celkem 21 165 obyvatel.. Nemalá část obyvatel jsou cizinci, pracující v mezinárodních institucích (na území obce se např. nachází Britská škola v Belgii).
Tervuren je známý díky zámku (dnes muzeum umění Střední Afriky) a zámeckému parku, který navazuje na les Zoniënwoud.

## Části obce
Od 1. ledna 1977 obec Tervuren sestává z těchto částí (bývalých obcí):
- Tervuren
- Duisburg
- Vossem